# HTC
HTC (на китайски: 宏達國際電子股份有限公司, на пинин: Hóngdá Guójì Diànzǐ Gǔfèn Yǒuxiàn Gōngsī), по-рано известна като High-Tech Computer Corporation (наименованието е променено през юни 2008 г.) е тайвански производител на смартфони и таблети, намиращ се в град Тайпе, Тайван.
HTC е създадена през 1997 г., въпреки че повечето хора мислят, че марката (компанията) е съвсем нова. HTC стартира като компания за продуктов дизайн, като през 1998 г. първи създават телефон със сензорен екран („тъч скрийн“), като идеята на корпорацията е да създаде телефон, който да е полезен и за офиса. Отначало създават телефони, които са базирани на операционната система Windows Mobile.
От 2001 г. HTC започва да доставя мобилни устройства на телекомуникационни оператори, които от своя страна ги продавали под своя марка (бранд). Сред компаниите-партньори на HTC по това време са T-Mobile, Orange, O2, Vodafone. Дълго време най-големи поръчки на НТС правят компаниите Fujitsu Siemens, Hewlett-Packard и Dell. По-късно се взема решение да се регистрира собствена марка – Qtek, а през 2004 г. за продажби на азиатските пазари се създава компанията Dopod. През 2006 г. ръководството на корпорацията решава да предлага продукцията си под единната марка HTC. През 2009 г. HTC започва да създава модели, ползващи популярната операционна система Android, базирана на Linux и създадена от Google Inc. В 2010 г. HTC отново заработват с Windows, само че този път Windows Phone.
През 2010 г. HTC съвместно с Google пуска на пазара Android-смартфона Nexus One. HTC добавя към Android собствен потребителски интерфейс – HTC Sense. През 2011 г. компанията HTC представя първия си смартфон с поддръжка на триизмерно изображение – Evo 3D. Компанията става много популярна и днес е основен конкурент на Apple Inc. и корейския гигант Samsung. През април 2011 г. тя изпреварва Nokia по пазарна капитализация, ставайки трета в света след Apple и Samsung.
На Mobile World Congress през март 2015 г. в Барселона HTC представя своя флагман за 2015 г. от серията HTC One – HTC One M9, наследник на M8.
През ноември 2016 г. HTC съобщава, че е продала най-малко 140 000 бройки от модела Vive и че всяка от тях е продадена с печалба.  През януари 2017 г. HTC представи новите си серии HTC U, HTC U Play и HTC U Ultra; компанията описва серията U като „ново направление“ за своите телефони, подчертавайки интегрирания виртуален асистент, разработен от компанията.
На 21 септември 2017 г. мобилното подразделение на компанията е купено от Google. Корпорацията е заплатила за HTC 1,1 милиарда долара. Освен възможността да произвежда смартфони, Google получава лиценз върху интелектуалната собственост. Сделката е завършена в края на януари 2018 г.. Още през октомври 2017 г. Google пуска на пазара смартфона Pixel 2, който е направен в заводите HTC.